# Saints de Saint Catharines
Les Saints de Saint Catharines sont une franchise professionnelle de hockey sur glace de la Ligue américaine de hockey qui a existé de 1982 à 1986.

## Histoire
Créés en 1982, les Saints sont le club-école des Maple Leafs de Toronto.
En 1986, la franchise est déménagée à Newmarket (Ontario) et devient les Saints de Newmarket..

## Statistiques
| Saison    | PJ | V  | D  | N | DP | Pts | BP  | BC  | Classement Final | Séries éliminatoires       |
| --------- | -- | -- | -- | - | -- | --- | --- | --- | ---------------- | -------------------------- |
| 1982-1983 | 80 | 33 | 41 | 6 | -- | 72  | 335 | 368 | 6e, South        | Non qualifiés              |
| 1983-1984 | 80 | 43 | 31 | 6 | -- | 92  | 364 | 346 | 3e, South        | 3-4 Rochester              |
| 1984-1985 | 80 | 24 | 50 | 6 | -- | 54  | 272 | 391 | 7e, South        | Non qualifiés              |
| 1985-1986 | 80 | 38 | 37 | 5 | -- | 81  | 304 | 308 | 3e, South        | 4-2 Binghamton 3-4 Hershey |

## Entraîneurs
- Doug Carpenter (1982-1984)
- Claire Alexander (1984-1986)
- John Brophy (1985-1986)